# Stanislav Reiniš
Stanislav Reiniš (22. prosince 1931 Nitra Československo – 7. července 2012 Kitchener, Kanada) byl český exilový spisovatel a profesor medicíny.
Působil na ontarijské University of Waterloo. Od 90. let přednášel lékařskou fyziologii na 3. lékařské fakultě Univerzity Karlovy, kde byl také čestným členem Vědecké rady. Známé se staly zejména práce v oboru neuropsychologie a zkoumání souvislostí mezi vědomím a kvantovou mechanikou.

## Základní životopisná data
- 1957 – vystudoval Fakultu všeobecného lékařství v Praze
- 1962 – kandidatura (titul CSc.) na Lékařské fakultě Univerzity Karlovy v Plzni
- 1961–1966 – odborný pracovník na Lékařské fakultě v Plzni
- 1966–1970 – působil na univerzitě v Ghaně
- 1970–1973 – univerzita v Torontu (postdoktorský pobyt)
- 1973–1998 – řádný profesor univerzity ve Waterloo

## Publikace
beletristika
- Dvě věty znuděné jeptišky, nakladatelství FAUN, Španělská 6, 120 00 Praha 2.
- Sázka na kulhavého koně
- Největší omyl dějin – nakladatelství Bystrov
- Z tajného deníku starce, kterého dobře znám

odborné
- A quantum hypothesis of brain function and consciousness
- Brain DNA Changes During Learning
- Some Principles for Decoding Local Neuronal Systems in the Mammalian Central Nervous System
- The Development of the Brain, 1980, Doctors Stanislav Reinis and Jerome Goldman, Charles C. Thomas Publishers